# خوسيه مونتيرو
خوسيه مونتيرو (بالبرتغالية: José Monteiro de Macedo) هو لاعب كرة قدم غيني بيساوي وجزائري في مركز قلب الدفاع، ولد في 2 يونيو 1982 في مدينة الجزائر في الجزائر. شارك مع منتخب غينيا بيساو لكرة القدم. أما مع النوادي، فقد لعب مع نادي هاماربي.

## وصلات خارجية
- خوسيه مونتيرو على موقع الاتحاد الدولي (مؤرشف)  (الإنجليزية)
- خوسيه مونتيرو على موقع اتحاد السويد (السويدية)
- خوسيه مونتيرو على موقع قاعدة بيانات كرة القدم.إي يو (الإنجليزية)
- خوسيه مونتيرو على موقع ناشيونال فوتبول تيمز (الإنجليزية)
- خوسيه مونتيرو على موقع Soccerway.com (الإنجليزية)
- خوسيه مونتيرو على موقع عالم كرة القدم.نت (الإنجليزية)